# Stéphanie St-Pierre
Stéphanie St-Pierre (ur. 17 marca 1982 w Victoriaville) – kanadyjska narciarka, specjalistka narciarstwa dowolnego. Jej największym sukcesem brązowy srebrny medal w jeździe po muldach wywalczony podczas mistrzostw świata w Deer Valley. Zajęła także 12. miejsce w tej samej konkurencji na igrzyskach olimpijskich w Turynie. Najlepsze wyniki w Pucharze Świata osiągnęła w sezonie 2006/2007, kiedy to zajęła 13. miejsce w klasyfikacji generalnej, a w klasyfikacji jazdy po muldach była piąta.
W 2009 r. zakończyła karierę.

## Osiągnięcia

### Igrzyska olimpijskie
| Miejsce | Dzień     | Rok  | Miejscowość | Konkurencja      | Zwycięzca     |
| ------- | --------- | ---- | ----------- | ---------------- | ------------- |
| 12.     | 11 lutego | 2006 | Turyn       | Jazda po muldach | Jennifer Heil |

### Mistrzostwa świata
| Miejsce | Dzień       | Rok  | Miejscowość          | Konkurencja      | Zwycięzca       |
| ------- | ----------- | ---- | -------------------- | ---------------- | --------------- |
| 3.      | 31 stycznia | 2003 | Deer Valley          | Jazda po muldach | Kari Traa       |
| 9.      | 1 lutego    | 2003 | Deer Valley          | Muldy podwójne   | Kari Traa       |
| 9.      | 19 marca    | 2005 | Ruka                 | Jazda po muldach | Hannah Kearney  |
| 9.      | 20 marca    | 2005 | Ruka                 | Muldy podwójne   | Jennifer Heil   |
| 5.      | 9 marca     | 2007 | Madonna di Campiglio | Jazda po muldach | Kristi Richards |
| 8.      | 10 marca    | 2007 | Madonna di Campiglio | Muldy podwójne   | Jennifer Heil   |

### Puchar Świata

#### Miejsca w klasyfikacji generalnej
- sezon 2002/2003: -
- sezon 2003/2004: 26.
- sezon 2004/2005: 17.
- sezon 2005/2006: 15.
- sezon 2006/2007: 13.
- sezon 2007/2008: 99.
- sezon 2008/2009: 99.

#### Miejsca na podium
1. Fernie – 25 stycznia 2003 (Muldy podwójne) – 1. miejsce
2. Madonna di Campiglio – 20 grudnia 2003 (Jazda po muldach) – 3. miejsce
3. Mont Tremblant – 10 stycznia 2004 (Jazda po muldach) – 1. miejsce
4. Lake Placid – 17 stycznia 2004 (Jazda po muldach) – 3. miejsce
5. Sauze d’Oulx – 18 lutego 2005 (Jazda po muldach) – 2. miejsce
6. Lake Placid – 20 stycznia 2006 (Jazda po muldach) – 2. miejsce
7. Inawashiro – 17 lutego 2007 (Jazda po muldach) – 3. miejsce
8. Voss – 2 marca 2007 (Jazda po muldach) – 3. miejsce

W sumie 2 zwycięstwa, 2 drugie i 4 trzecie miejsca.